# Caracas
Caracas (uitspraak: [karákas], dus met de klemtoon op de middelste lettergreep) is de hoofdstad van Venezuela.
Caracas is gelegen in het noorden van het land, dicht bij de Caraïbische Zee. De stad behoort niet tot een van de staten van Venezuela, maar vormt het Hoofdstedelijk District (Distrito Capital). Dit district bestaat uit slechts één gemeente (Municipio Bolivariano Libertador) en heeft 2.121.000 inwoners (2013), Caraqueños genoemd.

## Geschiedenis

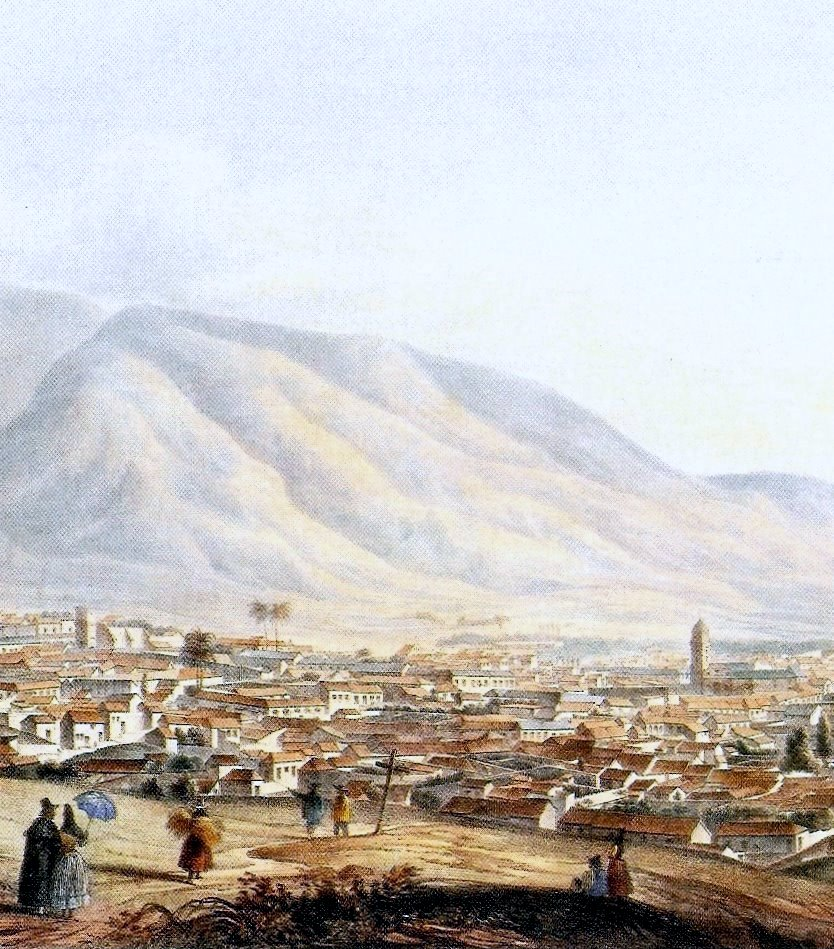
Caracas in 1839

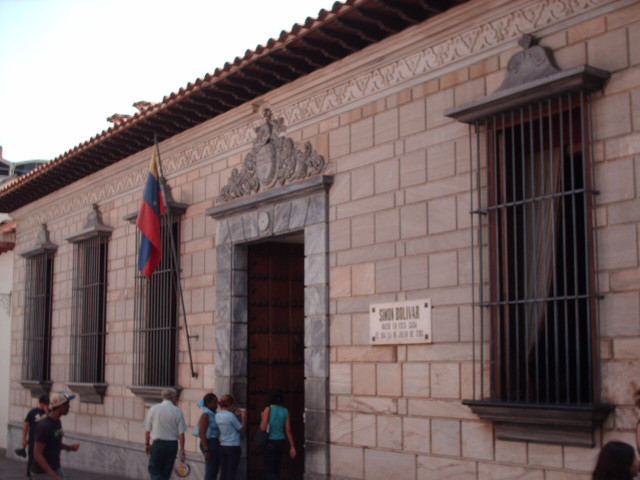
Casa del Libertador, het geboortehuis van Simón Bolívar

De stad werd gesticht in 1567 (vermoedelijk op 25 juli) als Santiago de León de Caracas door de Spaanse conquistador Diego de Losada.
In Caracas werden twee personen geboren die belangrijk zijn in de geschiedenis van Zuid-Amerika; Francisco de Miranda (1750) en Simón Bolívar (1783).
Een aardbeving verwoestte Caracas op 26 maart 1812 en dit werd door de Spanjaarden uitgelegd als een Goddelijke straf voor de rebellie tegen de Spaanse overheersing. Ongeveer 12.000 mensen kwamen bij deze aardbeving om het leven.

### 20e eeuw
In de eerste helft van de 20e eeuw werd aardolie ontdekt in Venezuela. Dit gaf de economie van Caracas en Venezuela een enorme impuls.
De metro van Caracas is in gebruik sinds 1983 en bestaat uit vier grotendeels ondergrondse lijnen met een totale lengte van 54 kilometer.
Maiquetia International Airport is het vliegveld van Caracas, dat zo'n 20 kilometer vanaf de stad ligt, achter de bergketen die de stad van de oceaan scheidt.

## Geografie
Caracas ligt volledig in een vallei van de Cordillera de la Costa Central en wordt gescheiden van de Caraïbische kust door het vijftien kilometer brede Nationaal park El Ávila, dat door de bevolking als natuurlijk recreatiegebied wordt gebruikt. De vallei is relatief small en vrij onregelmatig van vorm. De hoogte bedraagt tussen 870 en 1043 meter boven zeeniveau. De oude stad ligt zo'n 900 meter boven zeeniveau. Dit gegeven, en de zeer snelle bevolkingsgroei, hebben bijgedragen aan de stedenbouwkundige ontwikkeling van de stad. Het hoogste punt in het Hoofdstedelijk District, waar Caracas in ligt, bedraagt 2159 meter.
De belangrijkste watermassa van Caracas is de rivier de Guaire, die dwars door de stad loopt en uitkomt in de rivier de Tuy, die ook wordt gevoed door de rivieren El Valle en San Pedro en vele andere waterstromen die hun oorsprong hebben in El Ávila. De waterreservoirs La Mariposa en Camatagua zijn van belang voor de drinkwatervoorziening van de stad.

## Bevolking
Caracas is een multiculturele stad. Er is een grote mengeling van bevolkingsgroepen en nationaliteiten. Zestig procent van de bevolking leeft in sloppenwijken (barrios). Deze wijken zijn vooral aan de rand, op de hogere delen gebouwd.

## Kunst en cultuur

### Kunstmusea

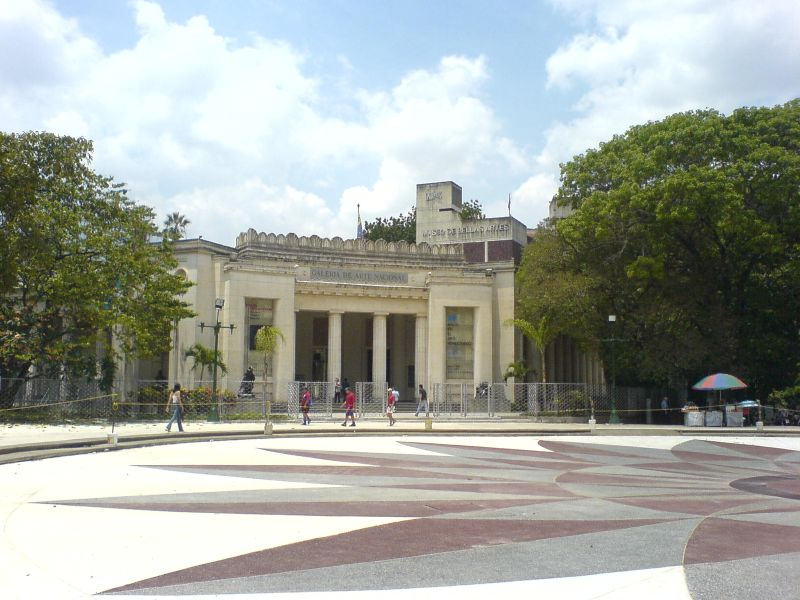
Galería de Arte Nacional

- Galería de Arte Nacional de Caracas (GAN)
- Museo de Bellas Artes de Caracas (MBA)
- Museo de Arte Contemporáneo de Caracas (MACC)
- Museo de Artes Visuales Alejandro Otero genoemd naar de kunstenaar Alejandro Otero (voorheen: Museo de Arte Moderno la Rinconada)
- Museo de la Estampa y del Diseño Carlos Cruz-Diez (Museo Cruz-Diez) genoemd naar de kunstenaar Carlos Cruz-Diez

### Overige musea
- Museo de Ciencias de Caracas

### Kunst in de openbare ruimte
- Jardín de Esculturas del Museo de Bellas Artes de Caracas, het beeldenpark van het MBA
- Ciudad Universitaria de Caracas, de campus van de Universiteit van Caracas (UCV) met werken van vele Venezolaanse en internationale kunstenaars, een werelderfgoed van de UNESCO sinds 2000

## Armoede, criminaliteit en voedselrellen
In 2016 werd Caracas uitgeroepen tot de stad met de hoogste criminaliteit ter wereld met 120 moorden per 100.000 inwoners per jaar. In Caracas breken in de zomer van 2016 ten gevolge van de economische crisis, de armoede en de honger voedselrellen uit.

## Stedenbanden
- Guadalajara (Mexico)
- Madrid (Spanje)
- Reykjavik (IJsland)
- Santa Cruz de Tenerife (Spanje)

## Bekende inwoners van Caracas

### Geboren
- Juan de Arechederra (1681–1751), rooms-katholieke geestelijke en gouverneur-generaal ad-interim van de Filipijnen
- Francisco de Miranda (1750–1816), generaal, revolutionair en vrijheidsstrijder
- Andrés Bello (1781–1865), humanist, dichter, wetgever, filosoof, politicus, diplomaat, wetenschapper, taalkundige en universitair rector
- Simón Bolívar (1783–1830), vrijheidsstrijder en president van Groot-Colombia
- Teresa Carreño (1853–1917), pianiste, zangeres, componiste en dirigente
- Reynaldo Hahn (1874-1947), Frans componist, dirigent, pianist en muziekcriticus
- Rómulo Gallegos (1884–1969), president van Venezuela (1948), romanschrijver en politicus
- Héléna Manson (1898–1994), Frans actrice
- Germán Suárez Flamerich (1907–1990), president van Venezuela (1950-1952)
- Rafael Caldera (1916–2009), president van Venezuela (1969-1974, 1994-1999)
- Baruj Benacerraf (1920–2011), Amerikaans immunoloog en Nobelprijswinnaar (1980)
- Carlos Cruz-Diez (1923-2019), schilder en beeldhouwer
- Carlos Otero (1926–2018), tenor
- Gonzalo Parra-Aranguren (1928-2016), hoogleraar en rechter
- Hein van der Gaag (1937-2022), Nederlands pianist en componist
- Eugenio Montejo (1938–2008), dichter
- Jorge Liberato Urosa Savino (1942-2021), kardinaal
- Oscar D'Léon (1943), zanger en bassist
- Ilich Ramírez Sánchez (1949), guerrillastrijder
- Johnny Cecotto (1956), autocoureur
- Nicolás Maduro (1962), president van Venezuela (2013-heden)
- Alejandro José Suárez Luzardo (1965), advocaat en politicus
- María Corina Machado (1967), politica en oppositieleider
- Julio Borges (1969), politicus
- Gabriela Montero (1970), pianiste
- Omar Pumar (1970), wielrenner
- Henrique Capriles (1972), politicus
- María Vento-Kabchi (1974), tennisster
- Floris Rost van Tonningen (1977), Nederlandse ondernemer
- Juan Soto (1977), voetbalscheidsrechter
- Oscar Montero (1978), honkballer
- Giancarlo Maldonado (1982), voetballer
- Daniel Miguel Alves Gomes (1983), Portugees voetballer
- Oswaldo Vizcarrondo (1984), voetballer
- Dani Hernández (1985), voetballer
- Miku (1985), voetballer
- Ernesto Viso (1985), autocoureur
- Ronald Vargas (1986), voetballer
- Andrés Túñez (1987), voetballer
- Roberto Rosales (1988), voetballer
- Hersony Canelón (1988), baanwielrenner
- Arca (1989), producer
- José Salomón Rondón (1989), voetballer
- Fernando Aristeguieta (1992), voetballer
- Garbiñe Muguruza (1993), Spaans tennisster
- Juan Pablo Añor (1994), voetballer
- Yulimar Rojas (1995), atlete
- Wuilker Faríñez (1998), voetballer
- Daniel Pérez (2002), voetballer
- Alejandro Gomes Rodríguez (2008), voetballer